# Nephrotoma metallescens
Nephrotoma metallescens är en tvåvingeart som beskrevs av Edwards 1928. Nephrotoma metallescens ingår i släktet Nephrotoma och familjen storharkrankar.
Artens utbredningsområde är Thailand. Inga underarter finns listade i Catalogue of Life.